# Mikal Hem
Mikal Hem (?, 1973. március 20. –) norvég újságíró, blogger és író.
Az Oslói Egyetemen szerzett filozófiai mesterdiplomát, és újságíróként és politikai kommentátorként dolgozott többek között a VG és a Dagbladet című újságoknál, szakterülete Afrika és a fejlesztési politika volt. 2012 szeptemberében jelent meg Kezdő diktátorok kézikönyve című szatirikus könyve. A könyv Diktatornytt című blogjából származik.

## Bibliográfia
- Kanskje jeg kan bli diktator. En håndbok, 2012 ISBN 9788253035444
- Putin, den ensomme tsaren, 2015 ISBN 9788253037806

### Magyarul megjelent
- Kezdő diktátorok kézikönyve (Kanskje jeg kan bli diktator) –Typotex, Budapest, 2013 (Szokatlan szempontok) · ISBN 9789632793665 · Fordította: Petrikovics Edit

## Fordítás
- Ez a szócikk részben vagy egészben  a   Mikal Hem című norvég Wikipédia-szócikk fordításán alapul.  Az eredeti cikk szerkesztőit annak laptörténete sorolja fel. Ez a jelzés csupán a megfogalmazás eredetét és a szerzői jogokat jelzi, nem szolgál a cikkben szereplő információk forrásmegjelöléseként.